# Арістей

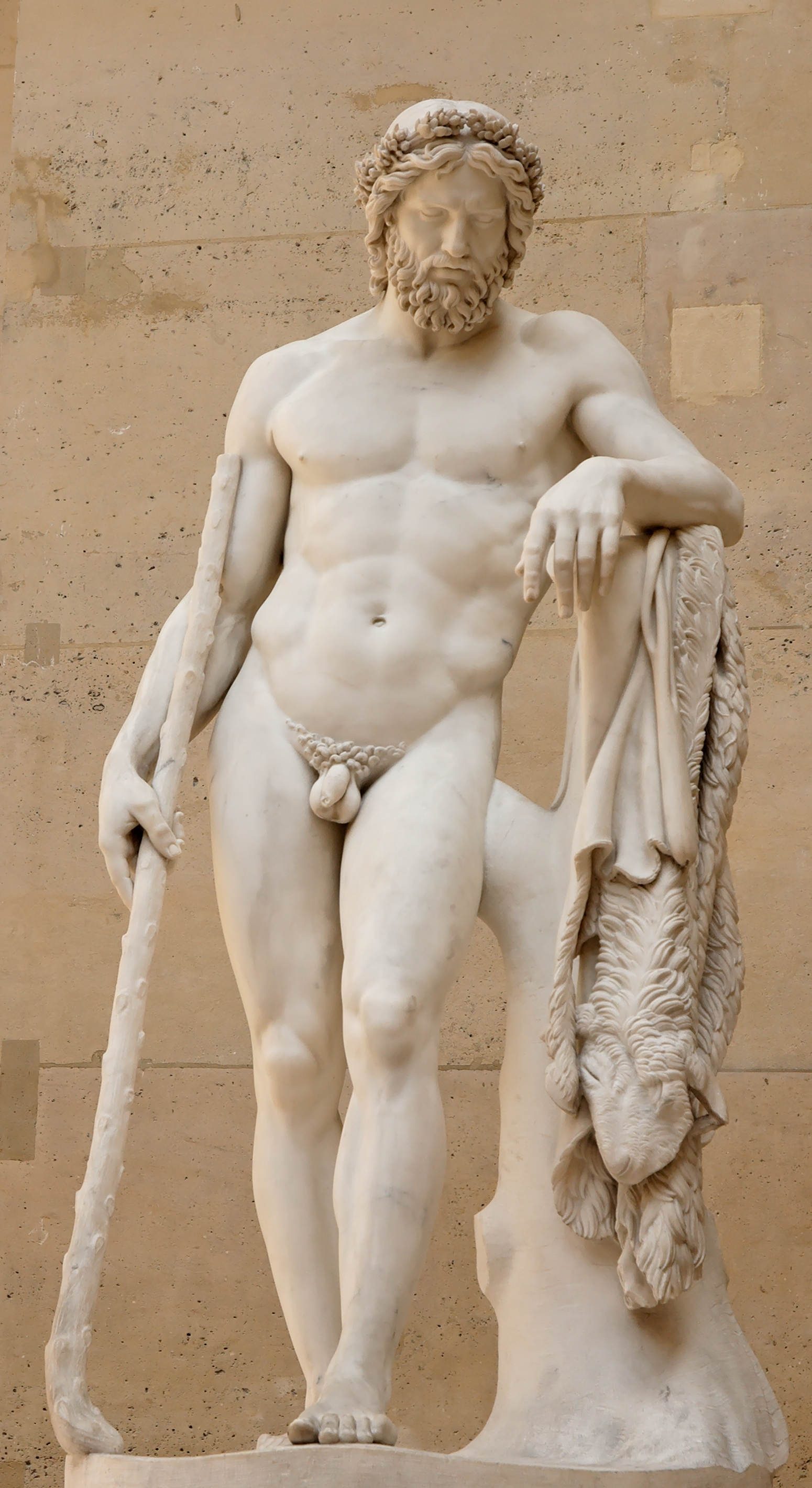
Арістей, Лувр

Арістей (грец. Ἀρισταῖος) — ім'я одного з найдавніших божеств Стародавньої Греції. Син Аполлона й Кірени, яка народила Арістея на берегах Лівії в Африці; виховання дитини було доручено німфі Меліссі; напували його нектаром й амбросією. Потім віддали для навчання Хіронові. З Лівії Арістей перейшов до Фів, де музи навчили його мистецтва лікування і ворожби. Тут він одружився з дочкою Кадма Автоноєю. Після смерті свого сина Актеона Арістей прибув на острів Кеос і там, споруджуючи вівтарі на честь Зевса Ікмая (Зевса Володаря), врятував мешканців від страшної посухи. Згодом відвідав острови Егейського моря, далі Сицилію, Сардинію і Велику Грецію, залишаючи всюди сліди доброзичливості й допомоги. Згідно з грецькою міфологією, він також заснував бджільництво та був пасічником. Культ Арістея був близький до культу Аполлона.